# Lincoln (Royaume-Uni)
Pour les articles homonymes, voir Lincoln.
Lincoln [ˈlɪŋ.kən] est une ville qui a le statut de cité et le chef-lieu du comté de Lincolnshire, en Angleterre.

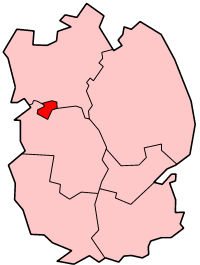
Lincoln dans le Lincolnshire.

Le recensement de 2005 fait état d'une population de 87 000 habitants. Le Greater Lincoln (« Grand Lincoln »), proche région autour de la ville fait état d'une population de 250 000 habitants. L'agglomération de Lincoln inclut Birchwood, North Hykeham et Waddington.
La ville, d'abord baptisée « Lindon », devint « Lindum » pendant la période romaine, puis « Lincoln », après la conquête anglo-saxonne.

## Histoire
Si des vestiges de l'âge du bronze ou datant du Ier siècle av. J.-C. ont pu être retrouvés en 1972, l'histoire de Lincoln remonte à la construction en 48 av. J.-C. d'un camp romain nommé Lindum Colonia édifié sur un point culminant au-dessus de la vallée de la rivière Witham, protégeant les voies romaines d'Ermine Street (qui relie Londres au nord de l’Angleterre) et de Fosse Way (conduisant à Exeter).
Au IVe siècle, lorsque les provinces romaines de Flavia Caesariensis et Britannia Secunda furent regroupées pour former celle de Britannia Inferior, Lincoln en devint la capitale.
Au IXe siècle, sous la domination danoise du Danelaw, Lincoln sera l'un des Cinq Bourgs fortifiés de Mercie, constituant une puissance politique certaine.
En 1068, deux ans après la Conquête normande, Guillaume le Conquérant fera édifier le château de Lincoln à l'emplacement de la forteresse romaine pour des raisons stratégiques identiques.

## Monument

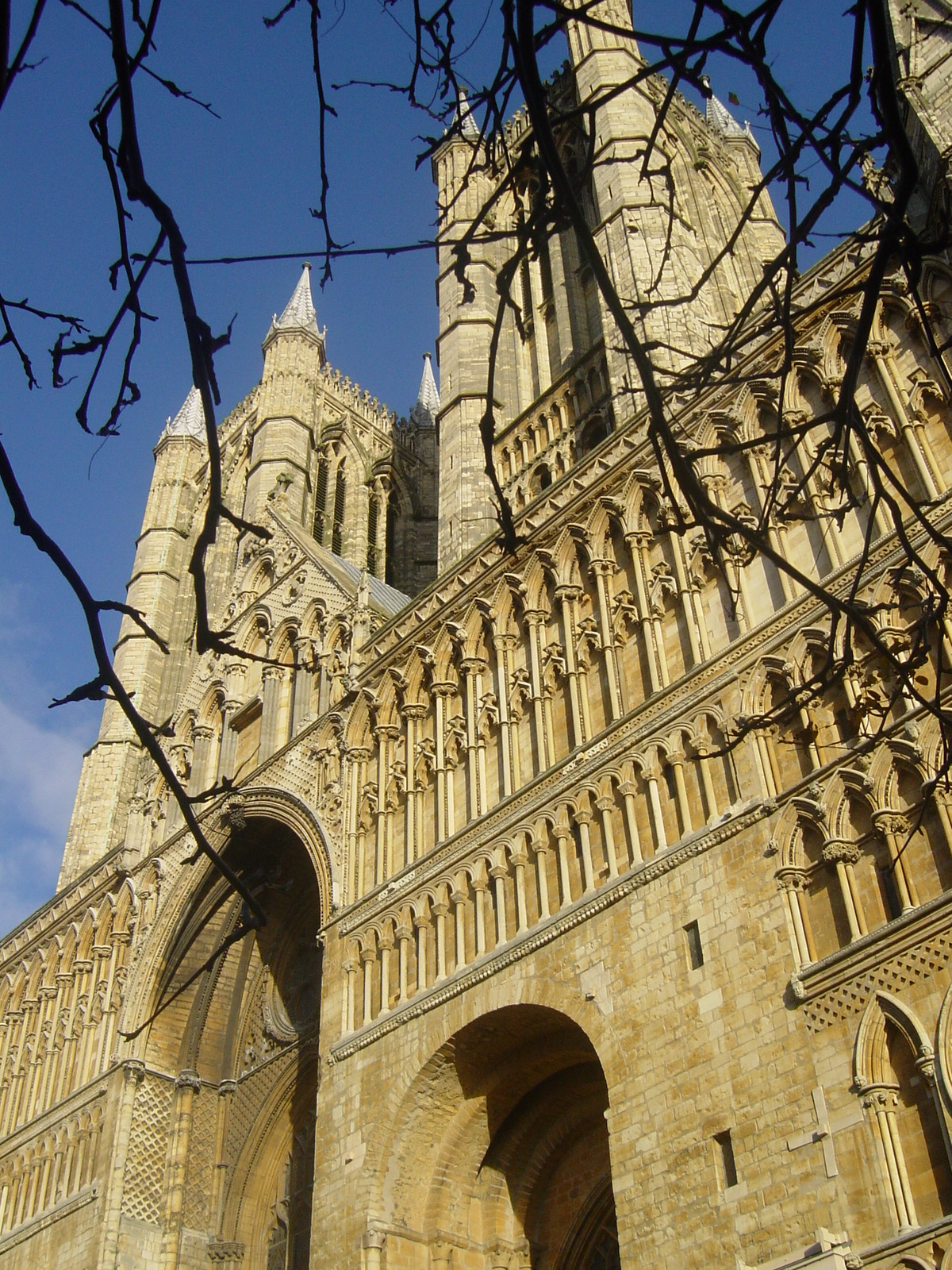
La cathédrale de Lincoln.

Lincoln est célèbre pour sa cathédrale médiévale.
Durant son épiscopat, Rémi de Fécamp, fit transférer le siège de l'Évêché de Mercie qui se trouvait alors à Dorchester-on-Thames, dans l'Oxfordshire, à Lincoln. Il ordonna la construction de la première cathédrale dédiée à la Vierge Marie en 1072. Avant cela, St. Mary's Church n'était qu'une simple église mère.

## Sport
La ville héberge le club de football de Lincoln City.

## Lincoln dans la culture
La ville de Lincoln est choisie comme capitale de l'Empire d'Angleterre par la reine Maud, dans le best-seller de Ken Follett Les Piliers de la terre.

## Personnalités liées à Lincoln
Le célèbre polygraphe, écrivain gallois Giraud de Barri (Giraldus Cambrensis) a passé la dernière partie de sa vie à Lincoln, une retraite faisant suite à la frustration de ne pas avoir gravi les échelons ecclésiastiques après avoir essuyé un ultime échec pour le siège épiscopal de Saint-David's dans sa terre natale. Il y a poursuivi une activité littéraire en produisant notamment le livre de l'instruction du prince (De Principis Instructione), finalisé entre 1216 et 1217, et sa carrière de professeur.
Lincoln est la ville natale du peintre William Logsdail, du chef d'orchestre Neville Marriner, de l'écrivain Penelope Fitzgerald, du footballeur Jamie Clapham et du mathématicien George Boole.
Le footballeur et entraîneur Keith Alexander y est décédé en 2010, tout comme l'athlète Geoff Capes en 2024.

## Jumelages
- Port Lincoln (Australie)
- Tangshan (Chine)
- Neustadt an der Weinstraße (Allemagne)
- Radomsko (Pologne)